# 2020 w muzyce
Wydarzenia muzyczne w 2020 roku.

## Wydarzenia
Z powodu pandemii COVID-19 większość koncertów i festiwali w 2020 zostało odwołanych.

### Polska

#### Koncerty
- 28 lutego – Maluma, Tauron Arena Kraków[2]

#### Festiwale
- 22. Bielska Zadymka Jazzowa, Bielsko-Biała, 24 lutego – 1 marca[3][4]
- 24. Wielkanocny Festiwal Ludwiga van Beethovena, Warszawa, 29 marca – 10 kwietnia[5]
- 26. Jazz na Starówce, Rynek Starego Miasta w Warszawie, 4 lipca – 29 sierpnia[6]
- 39. Piknik Country & Folk, Mrągowo, 24–26 lipca[7][8]
- LVII Krajowy Festiwal Piosenki Polskiej w Opolu, 4–7 września[9]
- 55. Międzynarodowy Festiwal Wratislavia Cantans, 11–13 września[10][11]
- 59. Festiwal Muzyczny w Łańcucie, 27 września – 1 listopada[12][13]
- 56. Jazz nad Odrą, Wrocław 9–10 października[14][15]

### Świat

#### Koncerty
- 12 kwietnia – Andrea Bocelli, Katedra Narodzin św. Marii w Mediolanie[16]

## Zmarli
- 1 stycznia
  - Lexii Alijai – amerykańska raperka (ur. 1998)[17][18]
  - Jaap Schröder – holenderski skrzypek, dyrygent i pedagog (ur. 1925)[19]
- 5 stycznia
  - Wilhelm Krzystek – polski puzonista, profesor sztuk muzycznych (ur. 1932)
  - Giennadij Piskunow – rosyjski aktor i piosenkarz (ur. 1939)[20]
- 6 stycznia
  - Ria Irawan, właśc. Chandra Ariati Dewi Irawan – indonezyjska aktorka i piosenkarka (ur. 1969)[21]
- 7 stycznia
  - Neil Peart – kanadyjski perkusista rockowy, członek zespołu Rush (ur. 1952)[22][23]
- 10 stycznia
  - Wolfgang Dauner – niemiecki pianista i kompozytor jazzowy (ur. 1935)[24]
- 11 stycznia
  - Jerzy Kaszycki – polski pianista, kompozytor, reżyser dźwięku i wizji; pedagog (ur. 1926)[25]
- 12 stycznia
  - Barbara Dunin-Kurtycz – polska piosenkarka (ur. 1943)[26]
- 14 stycznia
  - Steve Martin Caro – amerykański piosenkarz (ur. 1948)[27]
  - Chamín Correa – meksykański gitarzysta (ur. 1929)[28]
  - Naděžda Kniplová – czeska śpiewaczka operowa (sopran) (ur. 1932)[29]
- 16 stycznia
  - Barry Tuckwell – australijski waltornista (ur. 1931)[30]
- 17 stycznia
  - Claudio Roditi – brazylijski trębacz jazzowy (ur. 1946)[31]
- 18 stycznia
  - David Olney – amerykański piosenkarz i gitarzysta folkowy (ur. 1948)[32]
- 19 stycznia
  - Jimmy Heath – amerykański saksofonista i kompozytor jazzowy (ur. 1926)[33]
- 20 stycznia
  - Nedda Casei – amerykańska śpiewaczka operowa (mezzosopran) (ur. 1932)[34]
- 23 stycznia
  - Franz Mazura – austriacki śpiewak operowy (bas-baryton) (ur. 1924)[35][36]
- 24 stycznia
  - Sean Reinert – amerykański muzyk, gitarzysta i perkusista rockowy, multiinstrumentalista, członek grup Cynic, Death, Gordian Knot, Aghora, Æon Spoke (ur. 1971)[37]
- 25 stycznia
  - Narciso Parigi – włoski aktor i piosenkarz (ur. 1927)[38]
- 26 stycznia
  - Bob Shane – amerykański piosenkarz i gitarzysta folkowy, muzyk zespołu The Kingston Trio (ur. 1934)[39]
- 1 lutego
  - Andy Gill – brytyjski gitarzysta rockowy i producent muzyczny, członek zespołu Gang of Four (ur. 1956)[40]
  - Peter Serkin – amerykański pianista (ur. 1947)[41]
- 2 lutego
  - Ivan Kral – czeski kompozytor, wokalista i gitarzysta rockowy (ur. 1948)[42][43]
- 3 lutego
  - Iwan Stajkow – bułgarski kompozytor (ur. 1931)[44]
- 4 lutego
  - Volker David Kirchner – niemiecki kompozytor i altowiolista (ur. 1942)[45]
- 5 lutego
  - Laurie Morgan – brytyjski perkusista, wibrafonista i pianista jazzowy (ur. 1926)[46][47]
- 6 lutego
  - Lynn Evans – amerykańska piosenkarka, wokalistka zespołu The Chordettes (ur. 1924)[48]
  - Romuald Lipko – polski kompozytor i muzyk, leader i klawiszowiec Budki Suflera (ur. 1950)[49]
  - Nello Santi – włoski dyrygent (ur. 1931)[50]
- 7 lutego
  - Nexhmije Pagarusha – albańska piosenkarka, aktorka (ur. 1933)[51]
- 8 lutego
  - Magdalena Krzyńska – polska śpiewaczka operowa (sopran), profesor Akademii Muzycznej w Bydgoszczy (ur. 1947)[52]
- 9 lutego
  - Mirella Freni – włoska śpiewaczka operowa (sopran liryczny) (ur. 1935)[53][54]
  - Margareta Hallin – szwedzka śpiewaczka operowa, kompozytorka i aktorka (ur. 1931)[55][56]
  - Vladimir Kranjčević – chorwacki dyrygent, pianista, pedagog (ur. 1936)[57]
  - Tadeusz Lipiec – polski harmonista, muzyk ludowy, członek Kapeli Lipców nagrodzonej Nagrodą im. Oskara Kolberga (ur. 1944)[58][59]
  - Siergiej Słonimski – rosyjski muzykolog, pianista, kompozytor (ur. 1932)[60]
- 10 lutego
  - Lyle Mays – amerykański pianista i kompozytor jazzowy (ur. 1953)[61]
- 11 lutego
  - Joseph Shabalala – południowoafrykański piosenkarz i kompozytor (ur. 1941)[62]
- 12 lutego
  - Barbara Halska – polska pianistka, kameralistka i pedagog (ur. 1935)[63]
  - Hamish Milne – angielski pianista (ur. 1939)[64]
- 13 lutego
  - Christophe Desjardins – francuski skrzypek (ur. 1962)[65]
  - Buzzy Linhart – amerykański muzyk rockowy, kompozytor, multiinstrumentalista, aktor (ur. 1943)[66]
- 14 lutego
  - Reinbert de Leeuw – holenderski kompozytor, dyrygent i pianista (ur. 1938)[67][68]
- 16 lutego
  - Graeme Allwright – francusko-nowozelandzki piosenkarz i autor piosenek (ur. 1926)[69]
  - Pearl Carr – brytyjska wokalistka, uczestniczka Eurowizji 1959 (z mężem) (ur. 1921)[70][71]
- 17 lutego
  - Henry Gray – amerykański pianista i wokalista bluesowy (ur. 1925)[72]
  - Kizito Mihigo – rwandyjski wokalista i organista, kompozytor i autor piosenek, działacz na rzecz pokoju (ur. 1981)[73]
  - Andrew Weatherall – angielski DJ i producent muzyczny (ur. 1963)[74]
- 18 lutego
  - Jon Christensen – norweski perkusista jazzowy (ur. 1943)[75]
  - Leszek Orlewicz – polski kompozytor, realizator filmów dokumentalnych i naukowych, operator, reżyser, scenarzysta i wykładowca (ur. 1946)[76][77]
- 19 lutego
  - Wanda Narkiewicz-Jodko – polska wokalistka, członkini zespołów Alibabki i Partita (ur. 1943)[78][79]
  - Pop Smoke – amerykański raper (ur. 1999)[80][81]
- 20 lutego
  - Sławomir Cywoniuk – polski perkusista metalowy, członek zespołu Dead Infection (ur. 1970)[82]
  - Jerzy Galiński – polski klarnecista, muzyk jazzowy i pedagog muzyczny, członek zespołów Old Timers i Gold Washboard (ur. 1944)[83]
- 21 lutego
  - Jan Pruszak – polski skrzypek i dyrygent (ur. 1931)[84]
- 23 lutego
  - Anatolij Kapustin – ukraiński śpiewak operowy (tenor) (ur. 1939)[85]
- 24 lutego
  - David Roback – amerykański gitarzysta i kompozytor, muzyk zespołu Mazzy Star (ur. 1958)[86]
- 25 lutego
  - Eva Biháryová-Rózsová – słowacka piosenkarka (ur. 1949)[87]
  - Marie-Luise Nikuta – niemiecka piosenkarka, autorka tekstów piosenek, kompozytorka (ur. 1938)[88]
  - Jan Targowski – polski krytyk muzyczny, dziennikarz i prezenter radiowy (ur. 1951)[89]
- 26 lutego
  - Nick Apollo Forte – amerykański piosenkarz i aktor (ur. 1938)[90]
  - Josip Jerković – chorwacki dyrygent i pedagog muzyczny (ur. 1938)[91]
- 29 lutego
  - Jacek Abramowicz – polski muzyk, pianista, kompozytor, aranżer, artysta estradowy (ur. 1934)[92]
  - Nelė Paltinienė – litewska piosenkarka (ur. 1929)[93][94]
  - Bill Smith – amerykański klarnecista i kompozytor jazzowy (ur. 1926)[95]
- 4 marca
  - Adelaide Chiozzo – brazylijska aktorka, akordeonistka i piosenkarka (ur. 1931)[96]
  - Barbara Martin – amerykańska wokalistka, związana z zespołem The Supremes (ur. 1943)[97]
- 6 marca
  - Elinor Ross – amerykańska śpiewaczka operowa (sopran) (ur. 1926)[98]
  - McCoy Tyner – amerykański pianista i kompozytor jazzowy (ur. 1938)[99]
- 8 marca
  - Zdenka Vučković – chorwacka piosenkarka (ur. 1942)[100]
- 9 marca
  - Anton Coppola – amerykański dyrygent i kompozytor operowy (ur. 1917)[101]
  - Eric Taylor – amerykański muzyk (ur. 1949)[102]
- 10 marca
  - Marcelo Peralta – argentyński muzyk jazzowy (ur. 1961)[103]
- 11 marca
  - Charles Wuorinen – amerykański kompozytor muzyki współczesnej, pianista i dyrygent (ur. 1938)[104]
- 12 marca
  - Don Burrows – australijski muzyk jazzowy (ur. 1928)[105]
  - Danny Ray Thompson – amerykański saksofonista jazzowy (ur. 1947)[106]
- 14 marca
  - Doriot Anthony Dwyer – amerykańska flecistka (ur. 1922)[107]
  - Eva Pilarová – czeska piosenkarka (ur. 1939)[108]
  - Genesis P-Orridge – brytyjski muzyk, kompozytor i performer, związany z Throbbing Gristle (ur. 1950)[109]
- 15 marca
  - Suzy Delair – francuska aktorka i piosenkarka (ur. 1917)[110][111]
- 18 marca
  - Ryszard Kruza – polski kompozytor, wibrafonista, pianista, teoretyk jazzu, aranżer (ur. 1939)[112]
- 19 marca
  - Aurlus Mabélé – kongijski piosenkarz i kompozytor, zwany królem gatunku soukous (ur. 1953)[113][114]
- 20 marca
  - Kenny Rogers – amerykański aktor, piosenkarz i kompozytor, autor tekstów piosenek (ur. 1938)[115]
- 21 marca
  - Ray Mantilla – amerykański perkusjonista latin jazzowy (ur. 1934)[116][117]
  - Hellmut Stern – niemiecki skrzypek (ur. 1928)[118]
- 22 marca
  - Gabi Delgado-López – niemiecki wokalista i kompozytor pochodzenia hiszpańskiego, współzałożyciel Deutsch Amerikanische Freundschaft (ur. 1958)[119]
  - Julie Felix – amerykańska gitarzystka i wokalistka folkowa (ur. 1938)[120][121][122]
  - Mike Longo – amerykański pianista i kompozytor jazzowy (ur. 1937)[123]
  - Eric Weissberg – amerykański muzyk country (ur. 1939)[124]
- 24 marca
  - Manu Dibango – kameruński saksofonista i wibrafonista jazzowy (ur. 1933[125][126])
  - Bill Rieflin – amerykański muzyk i kompozytor, multiinstrumentalista, znany głównie jako perkusista (ur. 1960)[127]
  - Edward Tarr – amerykański trębacz i muzykolog (ur. 1936)[128]
- 25 marca
  - Jennifer Bate – brytyjska organistka (ur. 1944)[129][130]
  - Lisbeth List – holenderska piosenkarka, aktorka i osobowość telewizyjna (ur. 1941)[131]
- 26 marca
  - Naomi Munakata – brazylijska dyrygent chórów pochodzenia japońskiego (ur. 1955)[132]
- 27 marca
  - Bob Andy – jamajski wokalista, muzyk i kompozytor reggae (ur. 1944)[133][134]
- 28 marca
  - Winicjusz Chróst – polski gitarzysta, multiinstrumentalista, kompozytor i realizator nagrań, założyciel studia nagraniowego swojego imienia (ur. 1952)[135]
  - Jan Howard – amerykańska piosenkarka country (ur. 1929)[136]
- 29 marca
  - Joe Diffie – amerykański piosenkarz, gitarzysta i kompozytor country (ur. 1958)[137]
  - Alan Merrill – amerykański wokalista, gitarzysta, kompozytor (ur. 1951)[138]
  - Krzysztof Penderecki – polski kompozytor, dyrygent, pedagog muzyczny (ur. 1933)[139]
- 30 marca
  - Judy Drucker – amerykańska śpiewaczka operowa (ur. 1928)[140]
  - Ireneusz Jakubowski – polski śpiewak (tenor), prawnik i pedagog (ur. 1952)[141][142][143][144]
  - Bill Withers – amerykański wokalista soul i pop, gitarzysta i kompozytor (ur. 1938)[145]
- 31 marca
  - Cristina – amerykańska piosenkarka (ur. 1956)[146]
  - Zoltán Peskó – węgierski kompozytor i dyrygent (ur. 1937)[147]
  - Wallace Roney – amerykański trębacz jazzowy (ur. 1960)[148]
  - Adam Schlesinger – amerykański piosenkarz, gitarzysta basowy, kompozytor, producent, autor piosenek (ur. 1967)[149]
- 1 kwietnia
  - Ellis Marsalis – amerykański pianista jazzowy, pedagog (ur. 1934)[150]
  - Bucky Pizzarelli – amerykański gitarzysta jazzowy (ur. 1926)[151]
  - Adam Schlesinger – amerykański piosenkarz, gitarzysta basowy, kompozytor, producent, autor piosenek (ur. 1967)[152]
- 3 kwietnia
  - Wiesław Świderski – polski wiolonczelista, kompozytor i producent muzyczny (ur. 1952)[153]
- 4 kwietnia
  - Luis Eduardo Aute – hiszpański muzyk, reżyser, filmowy, poeta i malarz (ur. 1943)[154]
  - Vincent Lionti – amerykański skrzypek i dyrygent (ur. 1959)[155]
- 6 kwietnia
  - Onaje Allan Gumbs – amerykański pianista i kompozytor jazzowy (ur. 1949)[156]
- 7 kwietnia
  - Hudeydi – somalijski muzyk (ur. 1928)[157]
  - Katarzyna Morawska – polska muzykolog (ur. 1933)[158]
  - John Prine – amerykański piosenkarz, gitarzysta, kompozytor country (ur. 1946)[159]
  - Hal Willner – amerykański producent muzyczny (ur. 1956)[160]
- 8 kwietnia
  - Andrzej Adamiak – polski gitarzysta basowy, wokalista, kompozytor i autor tekstów; lider zespołu Rezerwat (ur. 1960)[161]
  - Glenn Fredly – indonezyjski piosenkarz (ur. 1975)[162]
  - Chynna Rogers – amerykańska raperka, DJ-ka i modelka (ur. 1994)[163]
- 9 kwietnia
  - Andy González – amerykański kontrabasista latin jazzowy, kompozytor i aranżer (ur. 1951)[164]
  - Dmitrij Smirnow – rosyjsko-brytyjski kompozytor i pedagog (ur. 1948)[165][166]
  - Richard Teitelbaum – amerykański klawiszowiec i kompozytor (ur. 1939)[167]
- 10 kwietnia
  - Stefan Nowaczek – polski skrzypek i akordeonista ludowy (ur. 1933)[168][169]
- 12 kwietnia
  - Louis van Dijk – holenderski pianista jazzowy (ur. 1941)[170]
- 13 kwietnia
  - Ryō Kawasaki – japoński gitarzysta jazzowy, kompozytor, inżynier dźwięku oraz programista (ur. 1947)[171][172]
  - Moraes Moreira – brazylijski piosenkarz, kompozytor, muzyk (ur. 1947)[173]
- 14 kwietnia
  - Kerstin Meyer – szwedzka śpiewaczka operowa (mezzosopran) (ur. 1928)[174][175]
- 15 kwietnia
  - Henry Grimes – amerykański kontrabasista jazzowy (ur. 1935)[176]
  - Lee Konitz – amerykański saksofonista jazzowy (ur. 1927)[177]
  - Kenneth Woollam – angielski śpiewak operowy (tenor) (ur. 1937)[178]
- 16 kwietnia
  - Christophe – francuski piosenkarz, pianista, autor piosenek (ur. 1945)[179]
  - Kenneth Gilbert – kanadyjski klawesynista, organista, muzykolog i pedagog muzyczny (ur. 1931)[180]
- 17 kwietnia
  - Giuseppi Logan – amerykański muzyk jazzowy (ur. 1935)[181]
  - Arlene Saunders – amerykańska śpiewaczka operowa (sopran spinto) (ur. 1930)[182]
  - Paul Shelden – amerykański klarnecista (ur. 1941)[183]
- 18 kwietnia
  - Ebow Graham – brytyjski raper (ur. 1979)[184]
- 19 kwietnia
  - Aleksandr Bustin – rosyjski kompozytor (ur. 1943)[185]
  - Ian Whitcomb – angielski komik, piosenkarz, producent muzyczny, pisarz, prezenter i aktor (ur. 1941)[186]
- 20 kwietnia
  - Baldo Podić – chorwacki dyrygent (ur. 1942)[187][188][189]
- 21 kwietnia
  - Florian Schneider – niemiecki wokalista i klawiszowiec, współzałożyciel i członek zespołu Kraftwerk (ur. 1947)[190][191]
- 22 kwietnia
  - Wiktor Guriew – białoruski śpiewak operowy (tenor) (ur. 1926)[192][193]
- 23 kwietnia
  - Fred the Godson – amerykański raper (ur. 1979)[194]
  - John Gregory – brytyjski kompozytor, bandleader i dyrygent (ur. 1924)[195]
- 24 kwietnia
  - Hamilton Bohannon – amerykański muzyk disco; perkusista, perkusjonista, kompozytor, aranżer i producent muzyczny (ur. 1942)[196]
  - Mike Huckaby – amerykański producent muzyczny i DJ (ur. 1966)[197]
  - Harold Reid – amerykański piosenkarz i muzyk zespołu The Statler Brothers, laureat nagrody Grammy (ur. 1939)[198]
- 25 kwietnia
  - India Adams – amerykańska aktorka i piosenkarka (ur. 1927)[199]
  - Vytautas Barkauskas – litewski kompozytor i pedagog muzyczny (ur. 1931)[200]
- 27 kwietnia
  - Lynn Harrell – amerykański wiolonczelista klasyczny (ur. 1944)[201][202]
  - Jeannette Pilou – grecka śpiewaczka operowa (sopran) (ur. 1937)[203]
  - Troy Sneed – amerykański piosenkarz gospel, muzyk i producent muzyczny (ur. 1967)[204]
- 28 kwietnia
  - Bobby Lewis – amerykański piosenkarz rock’n’rollowy (ur. 1925)[205]
- 29 kwietnia
  - Martin Lovett – angielski wiolonczelista klasyczny, muzyk Amadeus Quartet (ur. 1927)[206][207]
- 30 kwietnia
  - Tony Allen – nigeryjski perkusista afrobeat, kompozytor, autor tekstów (ur. 1940)[208]
  - Óscar Chávez – meksykański piosenkarz, kompozytor i aktor (ur. 1935)[209]
- 1 maja
  - Anne Heaton – bryryjska tancerka baletowa, pedagog (ur. 1930)[210]
  - Zdzisław Krzywicki – polski śpiewak operowy, wykładowca akademicki (ur. 1938)[211][212]
- 2 maja
  - Richie Cole – amerykański saksofonista jazzowy, kompozytor (ur. 1948)[213]
  - Idir – algierski muzyk ludowy (ur. 1949)[214]
  - Piotr Nowak – polski muzyk bluesowy, gitarzysta basowy związany z zespołami Blackout i Breakout (ur. 1948)[215][216]
- 3 maja
  - Rosalind Elias – amerykańska śpiewaczka operowa (mezzosopran) (ur. 1930)[217][218][219]
  - Dave Greenfield – angielski klawiszowiec i kompozytor, muzyk zespołu The Stranglers (ur. 1949)[220][221][222]
  - Bob Lander – szwedzki muzyk rockowy (ur. 1942)[223]
  - Frederick C. Tillis – amerykański kompozytor, saksofonista jazzowy, poeta, pedagog muzyczny (ur. 1930)[224]
- 4 maja
  - Michael McClure – amerykański poeta, dramaturg, autor piosenek i powieściopisarz (ur. 1932)[225]
- 5 maja
  - Sweet Pea Atkinson – amerykański piosenkarz R&B (ur. 1945)[226]
  - Millie Small – jamajska piosenkarka (ur. 1947)[227][228]
- 6 maja
  - Willy Hautvast – holenderski klarnecista, dyrygent i kompozytor (ur. 1932)[229]
  - Brian Howe – angielski piosenkarz rockowy i kompozytor, członek zespołu Bad Company (ur. 1953)[230]
  - Gwenda Wilkin – brytyjska akordeonistka (ur. 1933)[231]
  - Bernard Wojciechowski – polski animator życia muzycznego, nauczyciel i dyrygent, Honorowy Obywatel Miasta Piły (ur. 1937)[232][233]
- 7 maja
  - John Macurdy – amerykański śpiewak operowy (bas) (ur. 1929)[234]
  - Ty – brytyjski raper (ur. 1972)[235]
- 8 maja
  - Mark Barkan – amerykański autor piosenek, producent muzyczny (ur. 1934)[236]
- 9 maja
  - Little Richard – amerykański piosenkarz rock’n’rollowy, osobowość sceniczna, pastor (ur. 1932)[237]
- 10 maja
  - David Corrêa – brazylijski piosenkarz i autor piosenek z gatunków samba i pagode (ur. 1937)[238][239]
  - Betty Wright – amerykańska piosenkarka soulowa (ur. 1953)[240]
- 11 maja
  - Albert One – włoski piosenkarz i producent italo disco (ur. 1956)[241]
- 12 maja
  - Andrzej Saciuk – polski śpiewak (bas), aktor, reżyser i pedagog (ur. 1933)[242][243]
- 13 maja
  - Gabriel Bacquier – francuski śpiewak operowy (baryton) (ur. 1924)[244][245]
- 14 maja
  - Jorge Santana – meksykański gitarzysta latin i blues rockowy, brat Carlosa Santany (ur. 1951)[246]
- 15 maja
  - Ryszard Adamus – polski producent muzyczny i działacz piłkarski (ur. 1953)[247]
  - Ezio Bosso – włoski pianista, dyrygent i kompozytor muzyki poważnej (ur. 1971)[248]
  - Phil May – angielski piosenkarz (ur. 1944)[249][250]
- 17 maja
  - Lucky Peterson – amerykański muzyk bluesowy (ur. 1964)[251][252]
- 19 maja
  - Bert Bial – amerykański fagocista i kontrabasista; muzyk i oficjalny fotograf Filharmonii Nowojorskiej (ur. 1927)[253]
- 21 maja
  - Neil Howlett – angielski śpiewak operowy (baryton) (ur. 1934)[254][255]
- 22 maja
  - Mory Kanté – gwinejski wokalista i muzyk grający na instrumencie kora (ur. 1950)[256]
- 24 maja
  - Jimmy Cobb – amerykański perkusista jazzowy (ur. 1929)[257][258]
  - Lily Lian – francuska piosenkarka (ur. 1917)[259][260]
- 26 maja
  - Federico Garcia Vigil – urugwajski kompozytor, dyrygent (ur. 1941)[261]
  - Stefan Wyczyński – polski muzyk ludowy, animator kultury (ur. 1932)[262][263][264]
- 28 maja
  - Lennie Niehaus – amerykański saksofonista jazzowy i aranżer, kompozytor muzyki filmowej (ur. 1929)[265]
- 30 maja
  - Gloria DeNard – amerykańska piosenkarka jazzowa, pianistka i kompozytorka, pedagog muzyczny (ur. 1926)[266]
  - Mady Mesplé – francuska śpiewaczka operowa (sopran koloraturowy) (ur. 1931)[267][268][269]
  - Don Weller – angielski muzyk jazzowy; saksofonista tenorowy i kompozytor (ur. 1940)[270][271]
- 31 maja
  - Bob Northern – amerykański waltornista jazzowy (ur. 1934)[272]
- 1 czerwca
  - Jimmy Capps – amerykański muzyk country, gitarzysta zespołu The Nashville A-Team (ur. 1939)[273]
  - Myrosław Skoryk – ukraiński kompozytor i muzykolog (ur. 1938)[274]
- 4 czerwca
  - Marcello Abbado – włoski kompozytor, pianista, dyrygent i pedagog (ur. 1926)[275]
  - Rupert Hine – angielski muzyk, autor tekstów, producent muzyczny (ur. 1947)[276]
  - Steve Priest – brytyjski basista rockowy, członek zespołu Sweet (ur. 1948)[277]
- 8 czerwca
  - Maggie Fitzgibbon – australijska aktorka i piosenkarka (ur. 1929)[278]
  - Bonnie Pointer – amerykańska piosenkarka soulowa, R&B, disco i funk, wokalistka zespołu The Pointer Sisters (ur. 1950)[279]
- 9 czerwca
  - Paul Chapman – walijski gitarzysta rockowy, członek zespołu UFO (ur. 1954)[280]
  - Pau Donés – hiszpański piosenkarz (ur. 1966)[281]
  - Benny Likumahuwa – indonezyjski muzyk jazzowy (ur. 1946)[282]
- 11 czerwca
  - Katsuhisa Hattori – japoński kompozytor muzyki klasycznej (ur. 1936)[283]
  - Szymon Rogalski – polski muzyk oraz kierownik muzyczny (ur. 1952)[284]
  - Stanisław Wielec – polski muzyk i twórca ludowy (ur. 1940)[285]
- 12 czerwca
  - Ricky Valance – walijski piosenkarz muzyki pop (ur. 1936)[286][287]
- 14 czerwca
  - Keith Tippett – brytyjski pianista jazzowy, aranżer i kompozytor (ur. 1947)[288][289]
- 17 czerwca
  - Mirosław Kotelczuk – polski klawiszowiec, członek zespołu Browar Łomża (ur. 1963)[290][291]
  - Teresa Kurpias-Grabowska – polska reżyserka i scenarzystka, założycielka i wieloletni dyrektor artystyczny Teatru Muzycznego Tintilo (ur. 1953)[292]
- 18 czerwca
  - Vera Lynn – brytyjska wokalistka (ur. 1917)[293][294]
- 20 czerwca
  - Aaron Tokona – nowozelandzki wokalista i muzyk rockowy (ur. 1975)[295]
- 21 czerwca
  - Bernard Grupa – polski dyrygent i kierownik chóru, Honorowy Obywatel Gminy Sulechów (ur. 1947)[296][297]
- 23 czerwca
  - Michael Falzon – australijski aktor, piosenkarz i producent (ur. 1972)[298]
  - Margarita Pracatan – kubańska piosenkarka (ur. 1931)[299]
- 24 czerwca
  - Jane Parker-Smith – brytyjska organistka (ur. 1950)[300]
  - Claude Le Péron – francuski basista rockowy (ur. 1948)[301]
- 25 czerwca
  - Huey – amerykański raper (ur. 1987)[302]
  - Marga Richter – amerykańska pianistka i kompozytorka muzyki klasycznej (ur. 1926)[303]
- 27 czerwca
  - Freddy Cole – amerykański piosenkarz i pianista jazzowy (ur. 1931)[304]
- 29 czerwca
  - Hachalu Hundessa – etiopski piosenkarz, autor piosenek i więzień polityczny (ur. 1985)[305]
  - Piotr Kubowicz – polski aktor, śpiewak operowy, kompozytor i wokalista, członek kabaretu literackiego Piwnica pod Baranami (ur. 1955)[306][307]
  - Johnny Mandel – amerykański kompozytor muzyki filmowej i jazzu (ur. 1925)[308][309]
  - Benny Mardones – amerykański piosenkarz (ur. 1946)[310][311]
- 30 czerwca
  - Ludwig Finscher – niemiecki muzykolog (ur. 1930)[312]
  - Ida Haendel – brytyjska skrzypaczka polsko-żydowskiego pochodzenia, Honorowa Obywatelka Chełma (ur. 1924[313] lub 1928[314])
- 1 lipca
  - Georg Ratzinger – niemiecki duchowny katolicki, protonotariusz apostolski, infułat, dyrygent chórów kościelnych, brat papieża Benedykta XVI (ur. 1924)[315]
- 2 lipca
  - Oliver Davies – brytyjski pianista i muzykolog (ur. 1938)[316]
  - Nikołaj Kapustin – ukraiński i radziecki kompozytor jazzowy i pianista (ur. 1937)[317][318]
- 5 lipca
  - Cleveland Eaton – amerykański kontrabasista jazzowy (ur. 1939)[319]
- 6 lipca
  - Charlie Daniels – amerykański muzyk country (ur. 1936)[320]
  - Ennio Morricone – włoski kompozytor muzyki filmowej (ur. 1928)[321]
  - Joe Porcaro – amerykański perkusista i perkusjonista jazzowy, pedagog (ur. 1930)[322]
- 9 lipca
  - Gabriella Tucci – włoska śpiewaczka operowa (sopran) (ur. 1929)[323]
- 10 lipca
  - Eddie Gale – amerykański trębacz free jazzowy (ur. 1941)[324]
- 11 lipca
  - Rudolph Johnson (Marlo) – amerykański raper (ur. 1990)[325]
- 12 lipca
  - Judy Dyble – angielska wokalistka i instrumentalistka, związana m.in. z Fairport Convention (ur. 1949)[326]
- 14 lipca
  - J.J. Lionel – belgijski piosenkarz (ur. 1947)[327]
- 15 lipca
  - Ireneusz Pawlak – polski muzykolog, kompozytor, profesor, duchowny rzymskokatolicki (ur. 1935)[328]
- 16 lipca
  - Víctor Víctor – dominikański gitarzysta, piosenkarz i kompozytor (ur. 1948)[329]
  - Jamie Oldaker – amerykański muzyk rockowy, perkusista i perkusjonista (ur. 1951)[330]
- 17 lipca
  - Zizi Jeanmaire – francuska tancerka baletowa i piosenkarka (ur. 1924)[331][332]
- 19 lipca
  - Emitt Rhodes – amerykański piosenkarz i autor piosenek, multiinstrumentalista, inżynier nagrań (ur. 1950)[333]
  - Aleksandra Szurmiak-Bogucka – polska etnomuzykolog, animatorka ruchu regionalnego (ur. 1928)[334][335]
- 21 lipca
  - Dobby Dobson – jamajski wokalista i producent muzyczny (ur. 1942)[336][337]
  - Annie Ross – brytyjsko-amerykańska piosenkarka jazzowa i aktorka (ur. 1930)[338][339]
- 23 lipca
  - Sérgio Ricardo – brazylijski muzyk, kompozytor, reżyser filmowy (ur. 1932)[340][341]
  - Dominic Sonic – francuski piosenkarz (ur. 1964)[342]
- 24 lipca
  - Piotr Baron – polski dyrygent, kompozytor, nauczyciel akademicki dr hab. (ur. 1965)[343]
- 25 lipca
  - Peter Green – brytyjski gitarzysta, założyciel Fleetwood Mac (ur. 1946)[344]
  - Helen Jones Woods – amerykańska puzonistka jazzowa (ur. 1923)[345]
  - CP Lee – brytyjski muzyk punkrockowy (ur. 1950)[346]
  - Bernard Ładysz – polski śpiewak operowy (bas-baryton), aktor i żołnierz AK (ur. 1922)[347]
- 26 lipca
  - Chris Needs – walijski pianista i prezenter radiowy (ur. 1954)[348]
- 27 lipca
  - Michał Giercuszkiewicz – polski perkusista, muzyk zespołów: Dżem, Kwadrat, Bezdomne Psy, Śląska Grupa Bluesowa (ur. 1954)[349]
  - Denise Johnson – brytyjska piosenkarka (ur. 1963)[350][351]
- 28 lipca
  - Renato Barros – brazylijski piosenkarz, gitarzysta i kompozytor (ur. 1943)[352]
  - Bent Fabric – duński pianista i kompozytor (ur. 1924)[353]
  - Marek Szwarc – polski skrzypek, kameralista, pedagog (ur. 1939)[354]
- 29 lipca
  - Malik B. – amerykański raper, członek grupy The Roots (ur. 1972)[355][356]
- 31 lipca
  - Bill Mack – amerykański piosenkarz country, autor piosenek, prezenter radiowy, laureat Nagrody Grammy (ur. 1932)[357]
- 1 sierpnia
  - Józef Wiłkomirski – polski dyrygent, wiolonczelista i kompozytor (ur. 1926)[358]
- 2 sierpnia
  - Leon Fleisher – amerykański pianista, dyrygent i pedagog (ur. 1928)[359]
- 3 sierpnia
  - Billy Goldenberg – amerykański kompozytor i autor piosenek, znany z produkcji telewizyjnych i filmowych (ur. 1936)[360]
- 4 sierpnia
  - Tony Costanza – amerykański perkusista, członek zespołów Machine Head i Crowbar (ur. 1968)[361][362]
  - Rajko Dujmić – chorwacki muzyk i kompozytor (ur. 1954)[363][364]
- 5 sierpnia
  - Agatonas Jakowidis – grecki piosenkarz (ur. 1955)[365]
- 6 sierpnia
  - Wayne Fontana – angielski piosenkarz (ur. 1945)[366][367]
  - Vern Rumsey – amerykański basista rockowy i inżynier dźwięku (ur. 1973)[368]
- 7 sierpnia
  - Alain Delorme – belgijski piosenkarz (ur. 1949)[369]
  - Erich Gruenberg – brytyjski skrzypek i pedagog (ur. 1924)[370]
  - Constance Weldon – amerykańska tubistka (ur. 1932)[371]
  - Mark Wirtz – alzacki producent muzyczny, kompozytor, wokalista, muzyk, autor i komik (ur. 1943)[372]
- 8 sierpnia
  - Salome Bey – kanadyjska wokalistka i kompozytorka jazzowa (ur. 1933)[373][374]
- 9 sierpnia
  - Martin Birch – brytyjski producent muzyczny, znany ze współpracy z Deep Purple (ur. 1948)[375][376]
- 11 sierpnia
  - Trini Lopez – amerykański piosenkarz, gitarzysta i aktor pochodzenia meksykańskiego (ur. 1937)[377]
- 12 sierpnia
  - Agnieszka Kossakowska – polska śpiewaczka operowa (sopran) (zm. 1931)[378]
- 13 sierpnia
  - Steve Grossman – amerykański saksofonista jazzowy (ur. 1951)[379]
  - Zenon Piekarz – polski kapelmistrz (ur. 1929)[380][381]
- 14 sierpnia
  - Julian Bream – angielski gitarzysta klasyczny i lutnista (ur. 1933)[382]
  - Ewa Demarczyk – polska piosenkarka, prekursorka nurtu poezji śpiewanej (ur. 1941)[383]
  - Walentina Legkostupowa – rosyjska piosenkarka, nauczycielka i producentka muzyczna (ur. 1965)[384]
  - Pete Way – angielski basista, wieloletni członek zespołu UFO (ur. 1951)[385][386]
- 15 sierpnia
  - Monika Swarowska-Walawska – polska śpiewaczka operowa (sopran), primadonna Opery Krakowskiej, pedagog (ur. 1956)[387]
- 17 sierpnia
  - Jasraj – indyjski wokalista muzyki hindustańskiej (ur. 1930)[388]
  - Ryszard Komorowski – polski skrzypek, dyrygent i kierownik muzyczny[389][390]
- 18 sierpnia
  - Jack Sherman – amerykański gitarzysta, członek zespołu Red Hot Chili Peppers (ur. 1956)[391]
  - Hal Singer – amerykański piosenkarz i saksofonista jazzowy, bandleader (ur. 1919)[392]
- 19 sierpnia
  - Karol Skwarczewski – polski perkusista metalowy, członek zespołów Imperator i Pandemonium (ur. 1969)[393][394][395]
- 20 sierpnia
  - Frankie Banali – amerykański perkusista heavymetalowy, członek zespołu Quiet Riot (ur. 1951)[396]
  - Justin Townes Earle – amerykański muzyk country (ur. 1982)[397]
  - Harry Jeske – niemiecki gitarzysta basowy, muzyk zespołu Puhdys (ur. 1937)[398][399]
  - Piotr Szczepanik – polski piosenkarz (ur. 1942)[400]
- 21 sierpnia
  - Walter Lure – amerykański wokalista i gitarzysta punkrockowy, muzyk zespołu The Heartbreakers (ur. 1949)[401]
- 22 sierpnia
  - Ulla Pia – duńska piosenkarka, uczestniczka Eurowizji 1966[402]
  - Anatolij Ponomarienko – rosyjski śpiewak operowy (baryton) (ur. 1945)[403]
- 23 sierpnia
  - Peter King – angielski saksofonista, klarnecista i kompozytor jazzowy (ur. 1940)[404][405]
  - Charlie Persip – amerykański perkusista jazzowy (ur. 1929)[406]
- 24 sierpnia
  - Antoni Czajkowski – polski kompozytor i felietonista (ur. 1946)[407]
- 26 sierpnia
  - Jüri Alperten – estoński dyrygent (ur. 1957)[408]
- 27 sierpnia
  - Ronnie Kole – amerykański pianista jazzowy (ur. 1931)[409]
- 30 sierpnia
  - Claudio Cavina – włoski wokalista, dyrygent, muzykolog (kontratenor) (ur. 1962)[410]
- 1 września
  - Erick Morillo – kolumbijsko-amerykański DJ i producent muzyczny (ur. 1971)[411]
- 2 września
  - Rinat Ibragimow – rosyjsko-tatarski kontrabasista muzyki klasycznej (ur. 1960)[412]
- 3 września
  - Bill Pursell – amerykański pianista i kompozytor (ur. 1926)[413][414]
- 4 września
  - Annie Cordy – belgijska aktorka i pieśniarka (ur. 1928)[415]
  - Gary Peacock – amerykański kontrabasista jazzowy (ur. 1935)[416][417]
  - Lucille Starr – kanadyjska piosenkarka country, autorka tekstów piosenek, gitarzystka, basistka, mandolinistka (ur. 1938)[418]
- 6 września
  - Christiane Eda-Pierre – francuska śpiewaczka operowa (sopran koloraturowy) (ur. 1932)[419]
  - S. Mohinder – indyjski kompozytor muzyki filmowej (ur. 1925)[420]
  - Bruce Williamson – amerykański piosenkarz R&B i soul, muzyk zespołu The Temptations (ur. 1970)[421]
- 8 września
  - Simeon Coxe – amerykański muzyk, założyciel zespołu Silver Apples (ur. 1938)[422][423]
  - Vexi Salmi – fiński twórca tekstów piosenek i producent muzyczny (ur. 1942)[424]
- 9 września
  - Ronald Bell – amerykański saksofonista, piosenkarz, aranżer, producent i tekściarz; muzyk zespołu Kool and the Gang (ur. 1951)[425][426]
  - Patrick Davin – belgijski dyrygent (ur. 1962)[427][428]
  - Gienek Loska – białorusko-polski gitarzysta, wokalista i kompozytor (ur. 1975)[429]
- 11 września
  - Toots Hibbert – jamajski wokalista reggae, autor tekstów, muzyk zespołu Toots and The Maytals (ur. 1942)[430]
  - Annette Jahns – niemiecka śpiewaczka operowa (mezzosopran, kontralt) (ur. 1958)[431]
  - Christian Manen – francuski kompozytor i pedagog muzyczny (ur. 1934)[432]
  - Jeremy Montagu – brytyjski perkusjonista i etnomuzykolog (ur. 1927)[433]
  - Nina Spirowa – macedońska piosenkarka (ur. 1938)[434]
- 14 września
  - Al Kasha – amerykański kompozytor muzyki filmowej (ur. 1937)[435]
  - Alicia Maguiña – peruwiańska kompozytorka i piosenkarka folkowa (ur. 1938)[436]
- 15 września
  - Jan Krenz – polski kompozytor i dyrygent (ur. 1926)[437]
  - Paul Méfano – francuski kompozytor i dyrygent (ur. 1937)[438]
- 16 września
  - Roy C – amerykański piosenkarz soulowy (ur. 1939)[439]
  - Stanley Crouch – amerykański poeta, krytyk muzyczny i kulturalny, felietonista, prozaik i biograf (ur. 1945)[440]
  - Alien Huang – tajwański piosenkarz, aktor, prezenter telewizyjny (ur. 1983)[441]
- 17 września
  - Krzysztof Kownacki – polski menedżer muzyczny i przedsiębiorca, najbardziej znany ze współpracy z zespołem Maanam (ur. 1951)[a][442]
  - Hanna Rek – polska piosenkarka (ur. 1937)[443]
  - Ryszard Wolański – polski dziennikarz muzyczny (ur. 1943)[444][445]
- 19 września
  - Lee Kerslake – brytyjski muzyk, perkusista zespołu Uriah Heep (ur. 1947)[446]
  - Lou Ragland – amerykański piosenkarz R&B (ur. 1942)[447]
- 21 września
  - Hamdi Benani – algierski muzyk i piosenkarz (ur. 1943)[448]
  - Tommy DeVito – amerykański piosenkarz i gitarzysta, członek The Four Seasons (ur. 1928)[449]
  - Roy Head – amerykański piosenkarz (ur. 1941)[450]
  - Jacques-Louis Monod – francuski kompozytor, pianista i dyrygent (ur. 1927)[451]
  - Ira Sullivan – amerykański trębacz jazzowy, kompozytor (ur. 1931)[452][453]
- 22 września
  - Ramona Galarza – argentyńska piosenkarka i aktorka (ur. 1940)[454]
- 23 września
  - Juliette Gréco – francuska piosenkarka i aktorka (ur. 1927)[455]
- 24 września
  - Wiaczesław Wojnarowski – rosyjski śpiewak operowy (tenor) (ur. 1946)[456]
- 25 września
  - S.P. Balasubrahmanyam – indyjski wokalista, aktor i producent filmowy (ur. 1946)[457]
- 26 września
  - Jimmy Winston – angielski muzyk i aktor, członek Small Faces (ur. 1945)[458]
- 28 września
  - Jackie Dennis – szkocki piosenkarz pop (ur. 1942)[459]
  - Frédéric Devreese – belgijski kompozytor i dyrygent (ur. 1929)[460]
  - Róbert Szücs – słowacki śpiewak operowy (ur. 1942)[461][462]
- 29 września
  - Joanna Cortés – polska śpiewaczka operowa (ur. 1952)[463][464]
  - Mac Davis – amerykański piosenkarz country i aktor (ur. 1942)[465]
  - Rocco Prestia – amerykański gitarzysta basowy (ur. 1951)[466]
  - Helen Reddy – australijska piosenkarka i aktorka (ur. 1941)[467]
  - Isidora Žebeljan – serbska kompozytor, dyrygent i pedagog muzyczny (ur. 1967)[468]
- 3 października
  - Karel Fiala – czeski śpiewak operowy, piosenkarz i aktor filmowy (ur. 1925)[469]
- 6 października
  - Yves Gérard – francuski muzykolog (ur. 1932)[470][471]
  - Bunny Lee – jamajski producent muzyczny (ur. 1941)[472][473]
  - Johnny Nash – amerykański piosenkarz, kompozytor i autor piosenek (ur. 1940)[474][475]
  - Władisław Pjawko – rosyjski śpiewak operowy (tenor), aktor, pedagog (ur. 1941)[476]
  - Eddie Van Halen – amerykański gitarzysta-wirtuoz i klawiszowiec rockowy (ur. 1955)[477]
- 7 października
  - Aleksander Aleksiejew – rosyjski dyrygent (ur. 1938)[478]
- 8 października
  - Brian Locking – angielski muzyk, basista The Shadows (ur. 1938)[479]
  - Mohammad Reza Szadżarian – irański śpiewak klasyczny (ur. 1940)[480][481]
  - Erin Wall – kanadyjska śpiewaczka operowa (sopran) (ur. 1975)[482][483]
- 9 października
  - Ruth Falcon – amerykańska śpiewaczka operowa (sopran) (ur. 1942)[484]
  - Pierre Kezdy – amerykański basista punkrockowy (ur. 1962)[485]
- 11 października
  - Boro Drljača – serbski piosenkarz (ur. 1941)[486]
  - Jon Gibson – amerykański flecista, saksofonista, kompozytor i artysta wizualny (ur. 1940)[487]
  - Paweł „Kelner” Rozwadowski – polski muzyk, gitarzysta, wokalista i autor tekstów, znany z zespołów Fornit, Deuter i Izrael (ur. 1962)[488]
- 12 października
  - Kęstutis Antanėlis – litewski kompozytor, architekt i rzeźbiarz (ur. 1951)[489]
  - Dmitrij Papierno – ukraiński pianista i pedagog muzyczny (ur. 1929)[490][491]
- 14 października
  - Dmitrij Danin – radziecki i rosyjski muzyk, wokalista, kompozytor, aranżer (ur. 1950)[492]
  - Herbert Kretzmer – brytyjski dziennikarz i autor tekstów piosenek (ur. 1925)[493]
  - Bogdan Matławski – polski kulturoznawca, etnolog, etnomuzykolog (ur. 1947)[494]
- 15 października
  - Gordon Haskell – angielski muzyk, kompozytor oraz wokalista (ur. 1946)[495]
  - Jadwiga Masny – polska  nauczycielka, dyrygentka, działaczka kulturalna i znawczyni folkloru (ur. 1948)[496][497]
- 16 października
  - Johnny Bush – amerykański piosenkarz i perkusista country, autor tekstów piosenek (ur. 1935)[498]
- 17 października
  - Toshinori Kondō – japoński trębacz jazzowy (ur. 1948)[499]
  - Juliusz Łuciuk – polski kompozytor (ur. 1926, wg metryki 1927)[500]
- 18 października
  - Alfredo Cerruti – włoski piosenkarz i producent telewizyjny (ur. 1942)[501]
  - Naama – tunezyjska piosenkarka (ur. 1936)[502]
  - José Padilla – hiszpański didżej, producent muzyczny (ur. 1955)[503][504]
  - Piotr Trella – polski śpiewak operowy (tenor) (ur. 1938)[505][506]
- 19 października
  - Vaclovas Daunoras – litewski śpiewak operowy (bas) (ur. 1937)[507][508]
  - Spencer Davis – walijski muzyk rockowy, członek The Spencer Davis Group (ur. 1939)[509]
- 21 października
  - Viola Smith – amerykańska perkusistka (ur. 1912)[510]
- 23 października
  - Jerry Jeff Walker – amerykański muzyk country, piosenkarz i autor piosenek (ur. 1942)[511][512]
- 25 października
  - Rosanna Carteri – włoska śpiewaczka operowa (sopran) (ur. 1930)[513][514]
- 28 października
  - Wanda Polańska – polska śpiewaczka operetkowa (sopran) (ur. 1931)[515]
  - Billy Joe Shaver – amerykański muzyk country, wokalista i autor piosenek (ur. 1939)[516]
- 29 października
  - Tadeusz Jedynak – polski muzykant, skrzypek ludowy regionu radomskiego (ur. 1924)[517]
  - Avni Mula – albański śpiewak operowy (baryton) i kompozytor (ur. 1928)[518]
  - Béla Síki – węgierski pianista muzyki klasycznej (ur. 1923)[519]
  - Aleksandr Wiediernikow – rosyjski dyrygent (ur. 1964)[520]
  - Józef Zawitkowski – polski duchowny rzymskokatolicki, poeta, kompozytor (ur. 1938)[521]
- 30 października
  - Agnieszka Fatyga – polska aktorka, piosenkarka, śpiewaczka, pianistka (ur. 1958)[522]
  - Arthur Wills – angielski organista i kompozytor muzyki sakralnej, pedagog (ur. 1926)[523]
- 31 października
  - Rance Allen – amerykański wokalista gospel (ur. 1948)[524]
  - Marc Fosset – francuski gitarzysta jazzowy, członek zespołu Magma (ur. 1949)[525]
  - MF Doom – brytyjsko-amerykański raper i producent muzyczny (ur. 1971)[526]
- 1 listopada
  - Pedro Iturralde – hiszpański saksofonista i kompozytor jazzowy (ur. 1929)[527]
- 2 listopada
  - Baron Wolman – amerykański fotograf muzyków rockowych, znany z pracy w magazynie „Rolling Stone” (ur. 1937)[528][529]
- 3 listopada
  - Karol Bochański – polski śpiewak operowy (tenor)[530][531]
- 4 listopada
  - Jerzy Dynia – polski dziennikarz, muzyk i popularyzator folkloru (ur. 1935)[532][533][534]
  - Ken Hensley – angielski muzyk rockowy, klawiszowiec, gitarzysta i wokalista zespołu Uriah Heep (ur. 1945)[535]
- 5 listopada
  - Len Barry – amerykański wokalista, autor piosenek i producent muzyczny (ur. 1942)[536][537]
  - Reynaert – belgijski piosenkarz i autor piosenek (ur. 1955)[538]
- 6 listopada
  - Stefano D’Orazio – włoski perkusista rockowy, autor tekstów, wokalista (ur. 1948)[539]
  - King Von – amerykański raper (ur. 1994)[540]
  - Timur Selçuk – turecki piosenkarz, kompozytor i pianista (ur. 1946)[541]
- 7 listopada
  - Cándido Camero – kubański perkusista latin jazzowy znany z gry na bongosach (ur. 1921)[542][543]
- 8 listopada
  - Oscar Benton – holenderski wokalista bluesowy (ur. 1949)[544]
  - Michael Bundesen – duński piosenkarz (ur. 1949)[545]
  - Vanusa Flores – brazylijska piosenkarka pop (ur. 1947)[546]
- 9 listopada
  - Jacek Polak – polski muzyk rockowy, gitarzysta i wokalista zespołu Mr. Pollack (ur. 1967)[547][548]
- 10 listopada
  - Rahayu Supanggah – indonezyjski kompozytor (ur. 1949)[549]
- 11 listopada
  - Andrew White – amerykański multiinstrumentalista jazzowy, muzykolog i publicysta (ur. 1942)[550][551]
- 13 listopada
  - Kićo Slabinac – jugosłowiański i chorwacki muzyk i wokalista (ur. 1944)[552]
- 14 listopada
  - Des O’Connor – brytyjski prezenter telewizyjny, wokalista i komik (ur. 1932)[553]
- 16 listopada
  - Ian Finkel – amerykański ksylofonista (ur. 1948)[554]
  - Sheila Nelson – angielska skrzypaczka, pedagog muzyczny, pisarka i kompozytorka (ur. 1936)[555][556]
  - Bruce Swedien – amerykański producent muzyczny i inżynier dźwięku, laureat nagród Grammy (ur. 1934)[557][558]
- 17 listopada
  - Gabriel Chmura – polsko-izraelski dyrygent (ur. 1946)[559][560]
- 18 listopada
  - László Benkő – węgierski klawiszowiec i trębacz, członek zespołu Omega (ur. 1943)[561]
  - Tony Hooper – angielski gitarzysta i piosenkarz folkowy, autor piosenek (ur. 1939)[562]
- 24 listopada
  - Robert Panek – polski muzyk i kompozytor (ur. 1933)[563][564]
- 25 listopada
  - Janina Guttnerówna – polska śpiewaczka operowa (mezzosopran) (ur. 1934)[565]
  - Camilla Wicks – amerykańska skrzypaczka i pedagog muzyczny (ur. 1928)[566]
- 26 listopada
  - Fecó Balázs – węgierski piosenkarz i kompozytor (ur. 1951)[567]
  - Kamen Czanew – bułgarski śpiewak operowy (tenor) (ur. 1964)[568]
  - Cecilia Fusco – włoska śpiewaczka operowa (sopran) (ur. 1933)[569]
- 27 listopada
  - Piotr Strojnowski – polski muzyk reggae, współzałożyciel zespołu Daab (ur. 1958)[570][571]
- 29 listopada
  - Włodzimierz Wander – polski saksofonista, kompozytor i wokalista, członek zespołów Niebiesko-Czarni i Polanie (ur. 1939)[572]
- 30 listopada
  - Anne Sylvestre – francuska piosenkarka (ur. 1934)[573]
- 1 grudnia
  - Benedykt Kunicki – polski muzyk bluesowy (ur. 1952)[574][575][576]
- 2 grudnia
  - Kenneth V. Jones – brytyjski kompozytor muzyki filmowej (ur. 1924)[577]
- 3 grudnia
  - Noah Creshevsky – amerykański kompozytor (ur. 1945)[578]
  - André Gagnon – kanadyjski kompozytor i dyrygent (ur. 1936)[579]
- 4 grudnia
  - Franco Bolignari – włoski wokalista popowy i jazzowy (ur. 1929)[580]
  - Bassam Saba – libański flecista (ur. 1958)[581]
- 6 grudnia
  - Petras Bingelis – litewski dyrygent i kierownik chóru (ur. 1943)[582]
  - Klaus Ofczarek – austriacki śpiewak operowy i aktor (ur. 1939)[583]
- 8 grudnia
  - Harold Budd – amerykański muzyk awangardowy i ambientowy, poeta (ur. 1936)[584]
- 10 grudnia
  - Kenneth Alwyn – brytyjski dyrygent, kompozytor i pisarz (ur. 1925)[585]
- 12 grudnia
  - Nicolas Chumachenco – niemiecki skrzypek, pochodzenia polsko-ukraińskiego (ur. 1944)[586]
  - Dariusz Malinowski – polski basista i wokalista, członek zespołu Siekiera (ur. 1965)[587]
  - Charley Pride – amerykański piosenkarz i gitarzysta country (ur. 1934)[588]
  - Gene Tyranny – amerykański kompozytor i pianista awangardowy (ur. 1945)[589]
- 13 grudnia
  - Władimir Krawcow – rosyjski śpiewak operowy (tenor), solista Teatru Maryjskiego (ur. 1926)[590]
  - Leonard Andrzej Mróz – polski śpiewak operowy (bas), wykładowca akademicki (ur. 1947)[591][592]
  - Pauline Anna Strom – amerykańska kompozytorka muzyki elektronicznej (ur. 1946)[593]
- 15 grudnia
  - Wojciech Stachurski – polski muzyk, kompozytor i producent muzyczny (ur. 1955)[594]
- 16 grudnia
  - Carl Mann – amerykański wokalista i pianista (ur. 1942)[595]
- 17 grudnia
  - Jeff Clayton – amerykański saksofonista i flecista jazzowy (ur. 1954)[596]
  - Stanley Cowell – amerykański pianista i kompozytor jazzowy (ur. 1941)[597][598]
- 18 grudnia
  - Nikołaj Briatko – rosyjski śpiewak operowy (bas) (ur. 1930)[599]
- 19 grudnia
  - Vinicio Franco – dominikański piosenkarz (ur. 1933)[600]
- 20 grudnia
  - Fanny Waterman – brytyjska pianistka i pedagog (ur. 1920)[601][602]
- 21 grudnia
  - Piotr Miks – polski muzyk, wokalista, kompozytor, pasjonat sportu (ur. 1943)[603]
  - K.T. Oslin – amerykańska piosenkarka country (ur. 1942)[604]
- 22 grudnia
  - Roman Berger – polski pianista i kompozytor (ur. 1930)[605]
  - Mirosław Pietkiewicz – polski organista, profesor zwyczajny Akademii Muzycznej w Łodzi (ur. 1933)[606]
- 23 grudnia
  - John Fletcher (Ecstasy) – amerykański raper, członek zespołu Whodini (ur. 1964)[607][608]
  - Rebecca Luker – amerykańska aktorka i piosenkarka broadwayowa (ur. 1961)[609]
  - Leslie West – amerykański wokalista i gitarzysta, członek zespołu Mountain (ur. 1945)[610][611]
  - Rika Zaraï – francusko-izraelska piosenkarka i pisarka (ur. 1938)[612][613]
- 24 grudnia
  - Lorens Blinow – rosyjski kompozytor, filozof i poeta (ur. 1936)[614][615]
  - Przemek Cackowski – polski wokalista, kompozytor, autor tekstów (ur. 1982)[616][617][618][619][620]
  - Catherine Ennis – brytyjska organistka (ur. 1955)[621]
  - Iwri Gitlis – izraelski skrzypek oraz ambasador dobrej woli UNESCO (ur. 1922)[622][623]
  - Mojmir Sepe – słoweński kompozytor i dyrygent (ur. 1930)[624][625]
  - Sławomir Wesołowski – polski kompozytor, producent muzyczny i realizator nagrań, współtwórca zespołu Papa Dance (ur. 1954)[626][627]
- 25 grudnia
  - Jaan Rääts – estoński kompozytor i pedagog (ur. 1932)[628]
  - Tony Rice – amerykański wokalista i gitarzysta jazzowy i folkowy (ur. 1951)[629][630]
- 28 grudnia
  - Fu Cong – chiński pianista (ur. 1934)[631]
  - Paul-Heinz Dittrich – niemiecki kompozytor (ur. 1930)[632]
  - Armando Manzanero – meksykański piosenkarz i kompozytor (ur. 1935)[633]
- 29 grudnia
  - Claude Bolling – francuski kompozytor i pianista jazzowy (ur. 1930)[634][635]
  - Phyllis McGuire – amerykańska piosenkarka trio The McGuire Sisters (ur. 1931)[636]
- 30 grudnia
  - Frank Kimbrough – amerykański pianista jazzowy (ur. 1956)[637]
  - Eugene Wright – amerykański kontrabasista jazzowy, członek The Dave Brubeck Quartet (ur. 1923)[638][639]
- 31 grudnia
  - Jan Kaniewski – polski dyrygent i wykładowca akademicki (ur. 1930)[640][641]

Data dzienna nieznana
- Wiera Baniewicz – polsko-niemiecka śpiewaczka operowa (mezzosopran) (ur. 1949)[642]

## Film muzyczny
- 31 stycznia – Miss Americana
- 14 lutego – Zenek[643][644]
- 25 grudnia – Krzysztof Krawczyk – całe moje życie (dokument)[645]

## Nagrody
- 24 września – 29. Mercury Prize – Michael Kiwanuka – Kiwanuka[646][647]
- 1 października – Fryderyki 2020[648]
- 7 listopada – 10. Koryfeusz Muzyki Polskiej[649]
- 21 listopada – 25. Konkurs Piosenki Wygraj Sukces[650]
- 29 listopada – 18. Konkurs Piosenki Eurowizji dla Dzieci – Valentina „J’imagine”[651]